# 松尾臣善

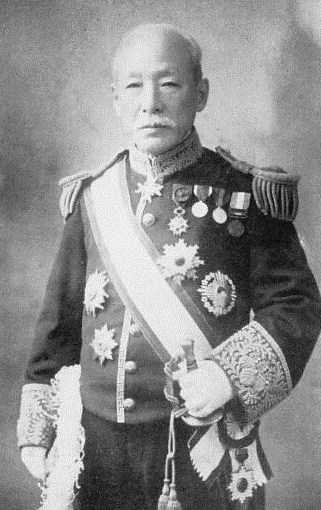
松尾臣善

松尾 臣善（まつお しげよし、1843年3月6日（天保14年2月6日）- 1916年（大正5年）4月7日）は、幕末の宇和島藩士、明治期の大蔵官僚。旧姓・中根、幼名・寅之助。大蔵省出納局長、主計局長、理財局長などを務めた後、第6代日本銀行総裁を務めた。

## 経歴
播磨国飾東郡姫路（現兵庫県姫路市）で、郷士・中根佐平治の二男として生れ、豪農・松尾七兵衛（方信）の養子となる。学問を好み特に数学に優れていた。宇和島藩に迎えられ、1863年（文久3年）藩の直営事業で功績があり士分に取り立てられた。
明治維新後、宇和島藩の推挙で新政府に出仕し1868年（明治元年2月）大阪府裁判所掛兼外国掛に就任。以後、兼外国事務局運上所御用掛附属吟味役勘定役、同局勘定掛、大阪府権大属、民部・大蔵省通商司権大佑、大蔵省通商司通商大佑、同戸籍司11等出仕、戸籍寮戸籍権大属、戸籍大属、大蔵省国債寮国債大属、国債寮7等出仕、大蔵少書記官、同権大書記官、同出納局長心得、同出納局長、主計局長、兼預金局長、兼国債局長、理財局長、兼臨時秩禄処分調査局長などを務めた。
1903年（明治36年）10月、山本達雄第5代日銀総裁の任期が満了となり、大勢は山本の再任と認識していたが、松尾が大蔵省局長に通算17年も在任し、当時の大蔵総務長官（大蔵次官）阪谷芳郎よりも先輩でありその処遇に苦慮していたことと、日露戦争開戦となると日銀総裁は戦費調達のため政府の方針に従ってくれる人物が望ましく、山本は政府に従順な人物ではなかったため、曾禰荒助大蔵大臣の意向により松尾が第6代日銀総裁に就任した。
日露戦争開戦後は、金本位制度を維持し外国債の募集を行う。1904年（明治37年）松本重太郎経営の百三十銀行の経営が行き詰まり、政府の強い要請で安田善次郎にその処理を一任し、日銀から特別貸付600万円の支援を行った。日露戦争後の1906年（明治39年）景気の過熱に対応するため、国債以外のものを担保として貸し出す場合に公定歩合より高いレートを適用が可能となる高率適用制度を導入した。1911年（明治44年）6月に日銀総裁を退任した。
1900年（明治33年）3月10日、貴族院勅選議員に任じられ、1916年4月7日の死去まで在任した。また、1907年（明治40年）9月23日、日露戦争の功により男爵を叙爵した。

## 栄典
位階
- 1884年（明治17年）6月30日 - 正六位[17]
- 1886年（明治19年）7月8日 - 従五位[18]
- 1890年（明治23年）7月11日 - 従四位[19]
- 1895年（明治28年）11月20日 - 正四位[20]
- 1916年（大正5年）4月8日 - 従二位[21]

勲章等
- 1888年（明治21年）5月29日 - 勲五等双光旭日章[22]
- 1889年（明治22年）11月29日 - 大日本帝国憲法発布記念章[23]
- 1895年（明治28年）10月31日 - 勲二等旭日重光章[24]
- 1906年（明治39年）4月1日 - 勲一等旭日大綬章[25]
- 1907年（明治40年）9月23日 - 男爵[16]。
- 1911年（明治44年）8月24日 - 金杯一組[26]
- 1915年（大正4年）11月10日 - 大礼記念章[27]

## 著作
- 『還暦紀念録』松尾義夫、1904年。

## 親族
- 二男 松尾義夫（貴族院男爵議員）[1]
- 二女 北里乕（北里柴三郎の妻）[1][2]